# Mirri Lobo
Mirri Lobo, nome artístico de Emilio Rito de Sousa Lobo  (Ilha do Sal, 22 de Maio de 1960) é um cantor e intérprete de Morna e Coladeira, ritmos tradicionais de Cabo Verde.

## Biografia
Filho de Emílio de Sousa Lobo, e de sua mulher Cacilda Brito de Sousa Lobo, Mirri Lobo nasceu em Pedra de Lume, Ilha do sal, a 22 de Maio de 1960.

Intérprete e compositor, revelou o seu talento para a música desde muito cedo, tendo no entanto iniciado o contacto com o grande público só aos 19 anos de idade, em finais de 1979, altura em que cumpria o serviço militar obrigatório, na cidade da Praia, Republica de Cabo Verde.

Findo a prestação do serviço militar em 1981 e de regresso à ilha natal, Mirri Lobo integrou a banda musical local "Clave de Sal" na companhia de grandes músicos e compositores, nomeadamente Antero Simas e Chiquinho Evora.
Em 1982 participa do concurso “TODO O MUNDO CANTA” tendo-se classificado em primeiro lugar a nível local e em segundo a nível Nacional facto que proporcionou ao artista uma maior notoriedade.

Mirri Lobo Sempre encarou a musica como um Hobby ate que em 1987 resolve gravar o seu primeiro Álbum
intitulado “ALMA VIOLÃO”, produzido por Dany Silva.

Com um reportório diversificado entre musicas de compositores actuais e alguns clássicos o disco “ALMA VIOLÃO” viria a ter grande sucesso, com especial destaque para a interpretação da morna “BELA”, que na altura atingiu todos o Top nas rádios do Pais.

Também em 1987 e na sequência do sucesso do primeiro trabalho discográfico Mirri Lobo foi convidado a participar no festival de música folclórica, apresentado pela RTP Madeira .

Entre 1988 e 2009 grava mais três trabalhos discográficos a solo e participa em dois trabalhos conjuntos.

Em 2010 depois de um interregno de 12 anos sem gravar a solo, lança o álbum "Caldera Preta", com treze temas inéditos, marcando assim o regresso triunfal de Mirri Lobo.

A faixa "Incmenda d'Terra" do álbum "Caldera Preta" atingiu o Top em todos os órgãos de comunicação social sendo considerado o maior sucesso musical da ultima década.

Em 2012 e na sequência do sucesso do álbum Caldera Preta, Mirri Lobo é nomeado para 5 categorias no CVMA 2012, tendo vencido em quatro das categorias, nomeadamente, Melhor Voz Masculina, Melhor Álbum Acústico, Melhor Coladeira, e Melhor Musica do Ano.

Em 2018 faz a sua primeira incursão ao Funana e Lança o Single intitulado "Ta Da Ta Da", tema que viria a valer-lhe o titulo de Melhor interprete Masculino no Cabo Verde Music Awards de 2019.
Em Fevereiro de 2019 Mirri Lobo eleva a fasquia e lança mais doze inéditos que vêm dar corpo ao repertório do novo disco. Aqui, aposta fortemente em composições de jovens autores e também se assume como compositor de alguns dos temas. “Salgadim”, o primeiro tema, é também o título escolhido pelo artista para dar nome ao novo trabalho. O álbum é uma homenagem à Ilha do Sal e particularmente à localidade de “Pedra de Lume” onde, num domingo, a 22 de Maio de 1960, Mirri Lobo nasceu. Do arranque festivo em “Salgadim” de Kau Brito e Kim Alves, a “Stick Out”, composto pelo próprio Mirri Lobo, mergulhando na música-rainha de Cabo Verde, a morna, com “Um Sonho So”, de Constantino Cardoso, até à passagem pelo interior de Santiago com o funaná “Ta da Ta da”, de Kim Alves, são múltiplas as sonoridades de “Salgadim”. Um convite irrecusável para uma deliciosa viagem de 53 minutos pelos diversos recantos rítmicos de Cabo Verde, numa abordagem harmoniosa, moderna e contemporânea sob a direção musical de Kim Alves.

## Discografia

### Álbuns
| Ano  | Título          | Produtor Executivo | Produtor Musical                   | Etiqueta        |
| ---- | --------------- | ------------------ | ---------------------------------- | --------------- |
| 1987 | "Alma Violão"   | Mirri Lobo         | Dany Silva                         | Dany Silva      |
| 1988 | "Matchamor"     | Mirri Lobo         | Dany Silva                         | Dany Silva      |
| 1995 | "Paranoia"      | Ramiro Mendes      | Ramiro Mendes                      | mb Records Inc. |
| 1998 | "Nos Raça"      | Hotel Morabeza     | Chiquinho Évora e Panota           | Lusafrica       |
| 2010 | "Caldera Preta" | Mirri Lobo         | Djim Job, Kalu Monteiro, Kim Alves | Mirri Lobo      |
| 2018 | "Ta da Ta da"   | Mirri Lobo         | Kim Alves                          | Mirri Lobo      |
| 2019 | "Salgadim"      | Mirri Lobo         | Kim Alves                          | Mirri Lobo      |

### Colaborações
| Ano  | Título                  | Produtor Executivo | Produtor Musical | Etiqueta      |
| ---- | ----------------------- | ------------------ | ---------------- | ------------- |
| 2007 | "Crianças di Nos Terra" | Nando da Cruz      | Nando da Cruz    | Nando da Cruz |
| 2009 | "Kriolo"                | Antero Simas       | Antero Simas     | Antero Simas  |
| 2012 | "Bom SInal"             | Dany Santos        | Dany Santos      | Dany Santoa   |

### Prémios, nomeações e outras honrarias
| Ano  | Álbum           | Nomeações                   | Prémios                     |
| ---- | --------------- | --------------------------- | --------------------------- |
| 2012 | "Caldera Preta" | Melhor Voz Masculina        | Melhor Voz Masculina        |
| 2012 | "Caldera Preta" | Melhor Álbum Acústico       | Melhor Álbum Acústico       |
| 2012 | "Caldera Preta" | Melhor Coladeira            | Melhor Coladeira            |
| 2012 | "Caldera Preta" | Melhor Morna                | X                           |
| 2012 | "Caldera Preta" | Melhor Musica do Ano        | Melhor Musica do Ano        |
| 2019 | "Ta da Ta da"   | Melhor interprete Masculino | Melhor interprete Masculino |